# San Esteban del Valle
San Esteban del Valle és un municipi de la província d'Àvila, a la comunitat autònoma de Castella i Lleó. Limita amb Navalosa, Serranillos, Pedro Bernardo, Lanzahíta, Mombeltrán i Villarejo del Valle.

## Demografia
| 1991 | 1996 | 2001 | 2004 |
| ---- | ---- | ---- | ---- |
| 904  | 954  | 868  | 862  |